# Judith Fuchs
Judith Fuchs (ur. 23 stycznia 1990 w Lipsku) – niemiecka szachistka, arcymistrzyni od 2017 roku.

## Kariera szachowa
Zaczęła grać w szachy w wieku 5 lat. W 2000 roku wzięła udział w mistrzostwach Niemiec dziewcząt (do lat 10), wygrywając ten turniej. Grała dla Niemiec w dwóch olimpiadach szachowych w latach 2008–2010. W 2009 roku została mistrzynią międzynarodową, a osiem lata później uzyskała tytuł arcymistrzyni.
Najwyższy ranking w dotychczasowej karierze osiągnęła 1 lipca 2016 roku, z wynikiem 2348 punktów.